# Gaggiano
Gaggiano település Olaszországban, Lombardia régióban, Milánó megyében. Lakosainak száma 9272 fő (2023. január 1.). Gaggiano Albairate, Cisliano, Cusago, Gudo Visconti, Rosate, Vermezzo con Zelo, Zibido San Giacomo, Noviglio és Trezzano sul Naviglio községekkel határos.

## Népesség
A település lakossága az elmúlt években az alábbi módon változott:
| Lakosok száma | 9011 | 9131 | 9146 | 9272 |
|               | 2013 | 2017 | 2018 | 2023 |